# تپه ینگی قلعه ۲
تپه ینگی قلعه ۲ مربوط به مفرغ است و در شهرستان بجنورد، بخش مرکزی، دهستان باباامان، ۱ کیلومتری جنوب غرب روستای ینگی واقع شده و این اثر در تاریخ ۳۰ بهمن ۱۳۸۶ با شمارهٔ ثبت ۲۱۱۰۶ به‌عنوان یکی از آثار ملی ایران به ثبت رسیده‌است.